# Bruno Jasieński

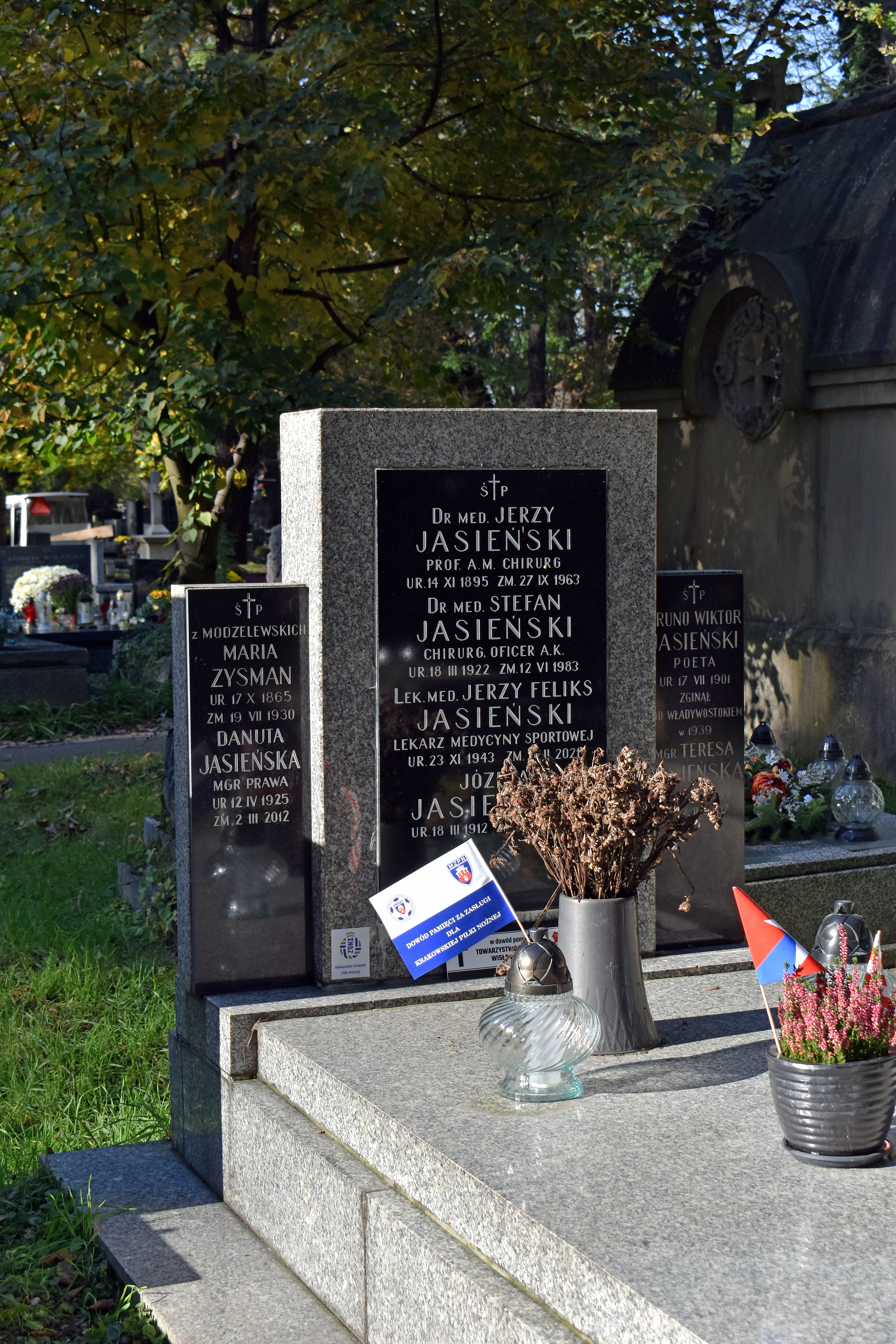
Cmentarz Rakowicki.
Grób matki oraz symboliczny Jasieńskiego.

Bruno Jasieński, urodzony jako Wiktor Zysman, właściwie Wiktor Jasieński (ur. 17 lipca 1901 w Klimontowie, zm. 17 września 1938 w miejscu straceń Kommunarka pod Moskwą) – polski poeta, prozaik i dramaturg, zaliczany do grona poetów wyklętych, współtwórca polskiego futuryzmu, autor manifestów futurystycznych, przedstawiciel polskiej awangardy międzywojennej, działacz komunistyczny.

## Życiorys

### Dzieciństwo i wczesna młodość
Ojciec pisarza, Jakub Zysman, luteranin, zasymilowany Żyd, był lekarzem i społecznikiem; matka Jasieńskiego, Eufemia Maria z Modzelewskich była szlachcianką. Oprócz Brunona mieli dwoje dzieci, Irenę i Jerzego. W 1921 zmarła Irena, zwana Renią, ukochana siostra Brunona, którą poeta wspomina kilkakrotnie w swojej twórczości (poświęcił jej m.in. futurystyczny wiersz Pogżeb Reńi i zadedykował Pieśń o głodzie).
Dzieciństwo spędził Jasieński w Klimontowie. Od szóstego roku życia uczył się w Warszawie. W 1909 r. zaczął uczęszczać do warszawskiego gimnazjum im. Mikołaja Reja, był redaktorem szkolnego pisma „Drugak”, później został redaktorem i wydawcą gazetki „Sztubak”. W tym okresie zaczął pisać wiersze oraz próbował sił w przekładach utworów poetyckich z niemieckiego i rosyjskiego. W czasie I wojny światowej Jakub Zysman został wcielony do rosyjskiej armii, a Eufemia Zysmanowa wyjechała z dziećmi do Rosji, gdzie w maju 1918 roku przyszły poeta ukończył 8-klasową Szkołę Polską w Moskwie. W Rosji zachwycił się futuryzmem Igora Siewierianina, ale interesował się także twórczością Majakowskiego, Chlebnikowa i Kruczonycha. Widział wypadki roku 1917. W 1918 (uzyskawszy srebrny medal na egzaminie maturalnym) wrócił do Polski i podjął studia na Wydziale Filozoficznym Uniwersytetu Jagiellońskiego.
Podczas wakacji w 1919 roku Jasieński stworzył w Klimontowie teatr amatorski, który w przyklasztornym refektarzu wystawił Ich czworo Zapolskiej, Sędziów, a następnie Wesele Wyspiańskiego z udziałem niepiśmiennych chłopów-naturszczyków. Jasieński wprowadził do tekstu dramatu nową rolę – Widmo Głodu, które wygłaszało dopisany przez poetę monolog przed I aktem, natomiast w akcie II ukazując się Poecie, cytowało słowa z Manifestu Komunistycznego: Widmo krąży po Europie, widmo komunizmu.

### Okres futurystyczny
Od 1920 roku posługiwał się imieniem Bruno.
W czasie wojny polsko-bolszewickiej został powołany do odbycia kilkumiesięcznego przeszkolenia wojskowego w szkole podchorążych w Chełmnie. Zachowały się wspomnienia o zorganizowanym przez Brunona wieczorze poetyckim, który zakończył się skandalem i aresztowaniem poety za obrazę podoficera. Według zeznań złożonych po latach dla NKWD, spędził w areszcie dwa miesiące. Brat Jasieńskiego odnotował, że w tym okresie Brunona odwiedzał w areszcie inny ówczesny student podchorążówki, późniejszy kardynał, Stefan Wyszyński, aczkolwiek z badań Ewy Czaczkowskiej wynika, że ten nie mógł tego robić, gdyż w tym okresie leczył gruźlicę i przebywał w domu.
Jako student Jasieński zaangażował się w tworzenie ruchu futurystów, współpracował ze Stanisławem Młodożeńcem i Tytusem Czyżewskim. 13 marca 1920 założyli Niezalegalizowany Klub Futurystów Pod Katarynką zwany Katarynki, . Przez pewien czas działał również z futurystami w Warszawie – uczestniczył w recitalu w Filharmonii Warszawskiej w marcu 1921 i współorganizował wielki wieczór w sali Towarzystwa Higienicznego. Zaprzyjaźnił się z Aleksandrem Watem, Anatolem Sternem.
Pierwsze wiersze opublikował w kwietniu 1920 w krakowskim piśmie „Formiści”, podpisując je swoim imieniem i nazwiskiem. Następne publikacje podpisywał już nazwiskiem Bruno Jasieński. W czerwcu 1921 roku uczestniczył w poetyckim recitalu w teatrze Słowackiego w Krakowie, a także zredagował i wydał 4-stronicowe pismo „JEDNODŃUWKA FUTURYSTUW mańifesty futuryzmu polskiego wydańe nadzwyczajne na całą Żeczpospolitą Polską”, zawierające m.in. Mańifest w sprawie natyhmiastowej futuryzacji żyća, Mańifest w sprawie ortografji fonetycznej, Mańifest w sprawie poezji futurystycznej oraz Mańifest w sprawie krytyki artystycznej. Powyższa jednodniówka zawierała teksty autorstwa Brunona Jasieńskiego, Anatola Sterna, Stanisława Młodożeńca i Tytusa Czyżewskiego. Jasieński wraz z Anatolem Sternem jest również autorem manifestu futuryzmu polskiego „Nuż w bżuhu. Jednodńuwka futurystuw”.
Pomiędzy 1921 a 1923 rokiem współorganizował kilkadziesiąt wieczorów poetyckich, „poezokoncertów” i recitali futurystycznych. Wiele z nich zakończyło się skandalami, niektóre zostały wstrzymane przed rozpoczęciem, niekiedy dochodziło do interwencji policji.
Dalsze miesiące to współpraca z „Almanachem Nowej Sztuki”, „Zwrotnicą”, „Trybuną Robotniczą”, „Nową Kulturą”, wyjazd do Lwowa, próba założenia kabaretu z Hemarem.
Studiując w Krakowie Jasieński był świadkiem tzw. wypadków krakowskich 1923 roku. Pod wpływem tych wydarzeń związał się z ruchem komunistycznym. W 1924 wspólnie z Anatolem Sternem opublikowali świadczący o lewicowych fascynacjach tomik Ziemia na lewo. Był współpracownikiem „Kultury Robotniczej”, legalnego organu Komunistycznej Partii Polski.
Współpracował z miesięcznikiem „Dźwignia”.

### Okres paryski
W 1923 poeta poślubił Karę (właśc. Klarę) Arem, córkę zamożnego kupca lwowskiego. W październiku 1925 wyjechali do Paryża, gdzie Jasieński pracował jako korespondent polskich gazet: lwowskiego „Wieku Nowego”, „Kuriera Lwowskiego” „Gazety Porannej”. W Paryżu spotykał się z Tytusem Czyżewskim, Józefem Czapskim, którzy wobec problemów materialnych, pomagali mu w sprawach egzystencjalnych. Po raz kolejny podjął próby zbliżenia się do środowisk komunistycznych. Nawiązał kontakt z Zygmuntem Modzelewskim. Wraz z nim i polskimi robotnikami stworzył amatorski teatr na Saint Denis. Nawiązał również kontakt z Tomaszem Dąbalem. Coraz bardziej się radykalizował. Powstało Słowo o Jakubie Szeli, a przede wszystkim Palę Paryż. Po skandalu związanym z opublikowaniem tej powieści i wydaleniu z Francji w 1929 Jasieński wyjechał i drogą morską znalazł się w ZSRR.

### Okres radziecki
W 1929 roku osiadł w ZSRR.
Dzięki staraniom Tomasza Dąbala został entuzjastycznie przyjęty. W dniu przyjazdu do Leningradu witały go tłumy.
Od razu otrzymał stanowisko redaktora naczelnego pisma Polonii „Kultura Mas” i kierownika działu literackiego „Trybuny Radzieckiej”. Wkrótce został przeniesiony z sekcji polskiej Komunistycznej Partii Francji do WKP(b), w 1932 stał się jej członkiem rzeczywistym. Na przełomie 1929 i 1930 rozstał się z Karą Arem i zerwał z nią wszelkie kontakty – później twierdził, że wyłącznie z jej winy, wywołała bowiem szereg skandali, wiążąc się z kolejnymi mężczyznami (prawdopodobnie pod koniec życia Karę łączył romans z Gienrichem Jagodą, co ją zgubiło). Jasieński miał z Karą syna, na którego płacił przez 8 lat alimenty, ale nigdy go nie widywał. Ożenił się powtórnie, z Rosjanką, Anną Bierzin, uprzednio żoną szefa Razwiedupru Jana Bierzina. Coraz bardziej odsuwał się od środowisk polonijnych, by zerwać z nimi prawie zupełnie. Od 1934 członek zarządu Związku Pisarzy Radzieckich, współpracował z „Literaturą Międzynarodową” i „Kulturą Mas”. Od 1930 roku aktywnie zaangażował się w sowietyzację Tadżykistanu.

### Proces i śmierć
Okoliczności jego śmierci były nieznane do 1992 roku. 31 lipca 1937, w okresie wielkiej czystki, został aresztowany przez NKWD. Powszechnie sądzono, że został skazany na 15 lat pobytu w łagrze, zesłany na Syberię i zmarł w Gułagu. Tę legendę utrwalała relacja Aleksandra Wata oraz utwór Jacka Kaczmarskiego. W rzeczywistości 17 września 1938 Jasieński został skazany na karę śmierci przez Kolegium Wojskowe Sądu Najwyższego ZSRR pod zarzutem „udziału w kontrrewolucyjnej organizacji terrorystycznej”. Tego samego dnia został rozstrzelany i pochowany w bezimiennej mogile w miejscu straceń Kommunarka pod Moskwą. Zrehabilitowany 24 grudnia 1955 postanowieniem Kolegium Wojskowego SN ZSRR.

## Twórczość
Tworzył w języku polskim, rosyjskim i francuskim. Autor tomików wierszy But w butonierce i Ziemia na lewo, dramatu Bal manekinów, poematu Słowo o Jakubie Szeli, powieści Palę Paryż. Wraz z Anatolem Sternem jest autorem manifestu futuryzmu polskiego Nuż w bżuhu. Jednodńuwka futurystuw.
We wczesnych wierszach z tomiku But w butonierce widać wyraźne wpływy twórczości Igora Siewierianina.
Wśród utworów poetyckich Jasieńskiego znaleźć można zarówno eksperymenty formalne (neologizmy, rozbijanie słowa i zdania), jak i wiersze ściśle podporządkowane klasycznym regułom wersyfikacji – na przykład fragment Pieśń o głodzie został napisany heksametrem.
Twórczość Jasieńskiego w ZSRR przybrała socrealistyczny charakter. W dziele sławiącym budowę Kanału Białomorsko-Bałtyckiego był współautorem rozdziału zatytułowanego Dobić wroga klasowego. Socrealistyczna powieść Człowiek zmienia skórę przez wiele lat była lekturą w szkołach Tadżyckiej SRR.

### Tomiki poetyckie
- But w butonierce[47] (1921)
- Ziemia na lewo (1924)

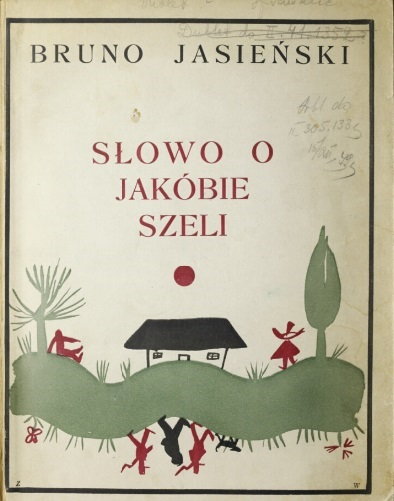
Słowo o Jakubie Szeli, Paryż 1926

- (Pośmiertnie) Utwory poetyckie (1960)
- (Pośmiertnie) Utwory poetyckie. Manifesty. Szkice. (1972)
- (Pośmiertnie) But w butonierce i inne wiersze (2006) Warszawa, Wydawnictwo Iskry, ISBN 83-244-0012-5.
- (Pośmiertnie) Poezje zebrane (2008), Gdańsk, Słowo/obraz Terytoria, ISBN 978-83-7453-708-7.

### Powieści
- Nogi Izoldy Morgan (1923)
- Palę Paryż[48] (1929, wznowienie polskie 1957, 2005)
- Człowiek zmienia skórę (wydanie ros. 1933-34, pol. 1935-37, wznowienie 1961)
- Zmowa obojętnych (1957, wyd. pol. 1962. Nieukończone)

### Poematy
- Słowo o Jakubie Szeli[49] (1926; wielokrotnie wznawiane)
- Pieśń o głodzie (1922)

### Utwory dramatyczne
- Bal manekinów (1931, tłumaczenie 1957, wznowienie 2006)
- Rzecz gromadzka (1930, na motywach Słowa o Jakubie Szeli)

### Nowele
- Klucze (1925)
- Męstwo (1935)
- Nos (1936)
- Główny winowajca (napisane w 1936, opublikowane po polsku w 1957)

## Upamiętnienie
W Klimontowie, rodzinnej miejscowości Jasieńskiego, od 2002 do 2011 roku każdego lata odbywały się na cześć pisarza Brunonalia. Jego imieniem nazwano ulice w Kielcach (obecnie jest to ulica imienia Zbigniewa Herberta) oraz w Klimontowie (obecnie jest to ulica imienia Heleny Herman).
W ocenie Instytutu Pamięci Narodowej nazwy ulic imienia Brunona Jasieńskiego powinny zostać zmienione jako wypełniające normę ustawy o zakazie propagowania komunizmu.
Jacek Kaczmarski nagrał utwór Epitafium dla Brunona Jasieńskiego.